# Яуйос (провинция)
Яуйос (исп. Provincia de Yauyos, кечуа Yawyu pruwinsya) — одна из 9 провинций перуанского региона Лима. Площадь составляет 6 901,58 км². Население по данным на 2007 год — 27 501 человек. Плотность населения — 3,98 чел/км². Столица — одноимённый город.

## История
Провинция была образована 4 августа 1821 года.

## География
Расположена в юго-восточной части региона. Граничит с регионами: Хунин (на востоке) и Ика (на юге), а также с провинциями: Каньете (на западе) и Уарочири (на севере).

## Административное деление
В административном отношении делится на 33 района:
- Яуйос
- Алис
- Аяука
- Аявири
- Асангаро
- Какра
- Караниа
- Катауаси
- Чокос
- Чочас
- Колониа

- Онгос
- Уампара
- Уанкая
- Уангаскар
- Уантан
- Уаньек
- Лараос
- Линча
- Мадеан
- Мирафлорес
- Омас

- Сан-Лоренсо-де-Путинса
- Кинчес
- Кинокай
- Сан-Хоакин
- Сан-Педро-де-Пилас
- Танта
- Таурипампа
- Томас
- Тупе
- Виньяк
- Витис